# Las Conchas, Colima
Las Conchas är en ort i Mexiko.   Den ligger i kommunen Ixtlahuacán och delstaten Colima, i den södra delen av landet, 500 km väster om huvudstaden Mexico City. Las Conchas ligger 46 meter över havet och antalet invånare är 419.
Terrängen runt Las Conchas är varierad. Las Conchas ligger nere i en dal. Runt Las Conchas är det glesbefolkat, med 20 invånare per kvadratkilometer. Närmaste större samhälle är Coahuayana Viejo, 15,3 km söder om Las Conchas. I omgivningarna runt Las Conchas växer huvudsakligen savannskog.